# Curt Rothenberger
Curt Ferdinand Rothenberger (Cuxhaven, 30 giugno 1896 – Amburgo, 1º settembre 1959) è stato un giurista tedesco e figura di spicco del partito nazista.

## Biografia

### Gli inizi ad Amburgo
All'indomani della presa del potere da parte dei nazisti, Rothenberger faceva parte di un gruppo non ufficiale all'interno del partito nazista, guidato da Hans Frank e Roland Freisler, il cui scopo era trasformare la professione legale inserendo uomini fedeli al partito in posizioni di rilievo all'interno del sistema giudiziario. Rothenberger fu nominato senatore della giustizia ad Amburgo e iniziò a mettere in pratica queste idee, insistendo sul fatto che tutti i giudici dovevano essere "nazionalsocialisti al 100%" e che i funzionari del partito dovevano fidarsi di loro. In caso contrario, i giudici hanno subito il licenziamento sommario. I giudici ebrei furono rimossi dall'incarico già nel marzo 1933 per ordine di Rothenberger.
Come giudice anziano del tribunale regionale superiore anseatico, Rothenberger si scontrò con la Gestapo nel 1938 sulla loro pratica di riarrestare le persone che erano state rilasciate dal carcere. Quando Rothenberger ha esaminato il caso di due testimoni di Geova che erano stati arrestati subito dopo il loro rilascio dopo aver trascorso otto mesi in prigione per le loro attività religiose, è stato concordato che la Gestapo avrebbe posto fine a questa pratica tranne nei casi in cui i rilasciati continuavano a delinquere.

### Ministero della Giustizia
Rothenberger inviò le sue idee sulla riforma giudiziaria all'eminente giurista Hans Lammers all'inizio del 1941; Lammers non ne fu impressionato e respinse il piano. Rothenberger inviò quindi le stesse idee a Rudolf Hess, che si dimostrò più acuto ma fece il suo sfortunato volo in Scozia prima che potesse metterlo in pratica. Nel 1942 Rothenberger condensò le sue idee in un breve memorandum e, tramite Martin Bormann, fece arrivare questo documento direttamente ad Adolf Hitler. Rispondendo favorevolmente, Hitler tenne un discorso al Reichstag il 26 aprile 1942 in cui cercava e riceveva i pieni poteri per intraprendere una riforma completa della magistratura basata sui principi proposti da Rothenberger.
Per intraprendere questi cambiamenti il ministro della Giustizia Franz Schlegelberger fu destituito e sostituito da Otto Thierack, con Rothenberger nominato suo segretario di stato incaricato della riforma giudiziaria. L'alleato di Bormann Herbert Klemm fu aggiunto come ulteriore segretario di stato per limitare il potere di Rothenberger.
Uno dei primi atti di Rothenberger come segretario di stato fu quello di stringere un accordo con il SS-Gruppenführer Bruno Streckenbach, per cui i prigionieri ritenuti "antisociali" dovevano essere rimossi dalle carceri e dati alle SS, per essere inviati nei campi di concentramento nazisti. Fu concordato con Heinrich Himmler che ebrei e zingari si sarebbero uniti ai recidivi e a quelli con condanne di ottant'anni o più in questa categoria "antisociale".
Rothenberger tornò presto ai suoi piani di riforma originali e cercò di dare al partito nazista un ruolo più importante nella formazione dei giudici. Accanto a questo ha cercato di estendere l'uso di giudici laici e tribunali popolari a spese della magistratura professionale. Sostenne che l'erogazione della giustizia al più alto livello dovrebbe rimanere nelle mani di una magistratura adeguatamente addestrata, un'idea che fu interpretata da Bormann come non sufficientemente ampia. Altri consideravano le idee di Rothenberger come attacchi ingiustificati alla magistratura e in effetti Hans Frank si dimise dalla presidenza dell'Accademia di diritto tedesco, un organismo che aveva istituito nel 1933, come protesta contro le proposte di Rothernberger.
Rendendosi conto che le riforme proposte stavano causando troppi attriti in un momento in cui la seconda guerra mondiale stava cominciando a rivoltarsi contro i nazisti e quindi la stabilità era essenziale, Bormann cercò di sabotare Rothenberger fino a quando alla fine del 1943 lo congedò del tutto con delle insolite accuse di plagio.

### Dopoguerra
Rothenberger è stato uno degli imputati al Processo ai giudici, dove è stato condannato a sette anni di carcere. Tutti e tre i segretari di stato, Rothenberger, Klemm e Franz Schlegelberger, furono accusati al processo. Quando nel 1959 il suo ruolo durante la guerra fu nuovamente pubblicizzato, Rothenberger si suicidò.